# 梅珍 (電影)
《梅珍》是台灣導演劉家昌的電影作品，于1994年播映，本片由劉家昌自編自導，據說片名是因劉家昌最喜歡梅花，「珍」則是取自妻子甄珍之名。

## 剧情
該片描寫二次大戰期間，中國發生內戰，農村婦女梅珍帶著孩子們顛沛流離的故事。

## 演员
本片主要演員為金素梅、狄龍、王惠五

## 获奖
曾獲美國聖地牙哥影展最佳影片、最佳導演、最佳女主角、最佳男配角、最佳音樂、最佳主題曲。

## 原聲帶曲目
1. 梅珍之一（電影配樂）
2. 大團圓（小孩版）
3. 大團圓（音樂版）
4. 革命軍歌
5. 睡吧！寶貝（許景淳）
6. 睡吧！寶貝（音樂版）
7. 我家比圖畫更美（許景淳）
8. 我是好娃娃（許景淳）
9. 我是好娃娃（小孩版）
10. 梅珍之二（電影配樂）
11. 大團圓（許景淳）
12. 大團圓（大合唱版）